# Tissu d'ameublement

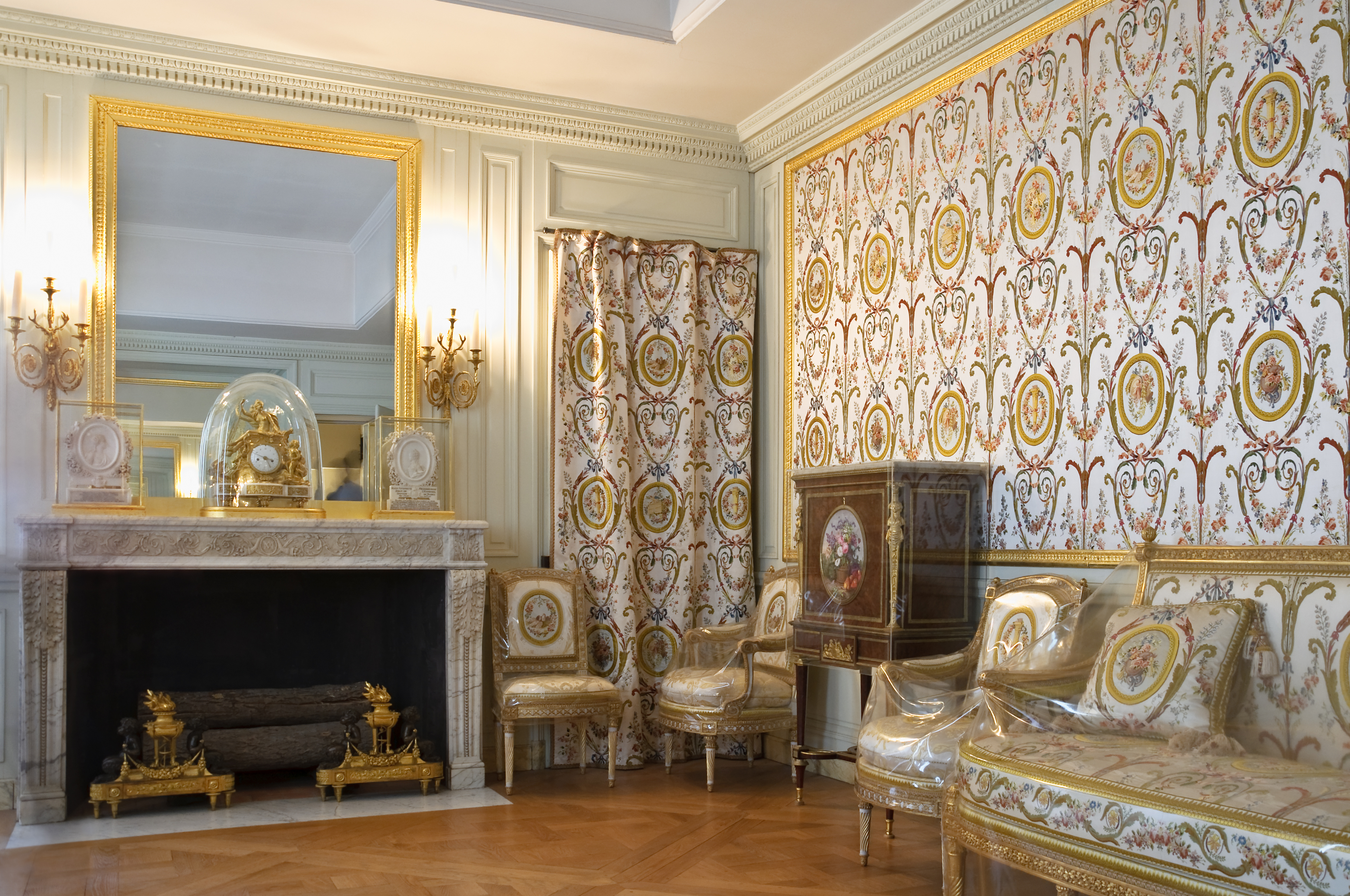
Cabinet du Billard du Petit Appartement de la reine au château de Versailles : un même tissu d'ameublement en satin broché pour les murs, les rideaux et le mobilier.

On parle de tissu d'ameublement pour évoquer une gamme textile à destination de la décoration d'intérieur mais également de la finition des assises.
On utilise ce terme pour :
- Les rideaux
- Les ornements (coussins, plaids, etc.)
- Les fauteuils
- Les canapés
- Les tentures murales